# Львовское высшее общевойсковое командное училище имени Н. А. Щорса
Львовское высшее общевойсковое командное училище имени Н. А. Щорса — формирование (высшее общевойсковое командное училище) РККА и СА Вооружённых Сил Союза ССР.

## История
Львовское пехотное училище было сформировано в городе Львове приказом Народного Комиссара Обороны Союза ССР № 0178, от 14 ноября 1939 года. Училище разместилось в здании бывшего польского кадетского корпуса у Стрыйского парка. Однако уже в декабре 1940 года оно было передислоцировано в город Овруч Житомирской области УССР, а в апреле 1941 года — в город Киров расположенный на берегу реки Вятка. Здесь 10 июня 1941 года состоялся первый выпуск красных офицеров — командиров взводов. Многие из них получили назначение в 141-ю стрелковую дивизию, размещавшуюся в городе Шепетовка Каменец-Подольской (Хмельницкой) области. С началом войны эвакуировано из Львова в Киров.
Красное Знамя и Грамота от 10 октября 1943 года Львовскому пехотному училищу были вручены 4 февраля 1944 года от имени Президиума Верховного Совета Союза ССР помощником командующего войсками Уральского военного округа по вузам.
В июле 1944 года из Кирова училище возвращено во Львов, где разместилось в военном городке по улице Мечникова по соседству со старинным Лычаковским кладбищем.
Также в марте 1947 года во Львов было передислоцировано Харьковское военно-политическое училище, которое вскоре переименовали во Львовское военно-политическое училище. Таким образом два последующих десятилетия в городе существовало два военных училища, которые нередко путают и объединяют в одно — ЛВПУ (ЛВВПУ).
Указом Президиума Верховного Совета СССР, от 29 августа 1949 года, Львовскому пехотному училищу присвоено имя героя гражданской войны Николая Александровича Щорса (1895—1919).
Приказом Министра Обороны Союза ССР № 027 от 18 марта 1954 года Львовское пехотное училище переименовано в Львовское военное училище имени Н. А. Щорса.
На основании приказа Министра обороны СССР № 0115 от 21 июня 1958 года училище было переформировано во Львовское высшее общевойсковое командное училище имени Н. А. Щорса.
Львовское ВОКУ имени Н. А. Щорса расформировано на основе Директивы Командующего войсками Прикарпатского военного округа № 0МУ/11/00895 от 13 июня 1960 года по закону от 15 января 1960 года «О новом значительном сокращении Вооруженных Сил СССР» и во исполнении Постановления Совета Министров СССР от 31 марта 1960 года № 375—151 «О сокращении численности и реорганизации военно-учебных заведений Министерства обороны».
После расформирования ЛВОКУ имени Н. А. Щорса его Боевое Знамя отправлено в Знаменный фонд Центрального музея Вооруженных Сил СССР (ныне России), где оно хранится в настоящее время.
После расформирования ЛВОКУ многие его командиры и преподаватели продолжили службу в Львовском военно-политическом училище, существовавшем до 1992 года в качестве Львовского высшего военно-политического, ордена Красной Звезды училища.

## Руководство
Начальники Львовского пехотного — Львовского военного — Львовского высшего общевойскового командного училища имени Н. А. Щорса:
- Берестов, Александр Кондратьевич, полковник (29 ноября 1939 — 14 марта 1941 года);
- Давыдов, Иван Васильевич, полковник, генерал-майор (14 марта 1941 — октябрь 1944 года);
- Ладыгин, Иван Иванович, генерал-майор (октябрь 1944 — 24 сентября 1946 года);

…
- Федотов, Василий Николаевич, генерал-майор (1953—1960 годы).

## Деятельность
Львовское пехотное училище — Львовское военное училище — Львовское высшее общевойсковое командное училище имени Н. А. Щорса дало стране и армии сотни прекрасных командиров, отличившихся в боях Великой Отечественной войны и в послевоенное время. В 1952 году его окончил Константин Алексеевич Кочетов, будущий генерал армии (1988), первый заместитель Министра обороны СССР (январь 1989 — сентябрь 1991).